# Aaron L. Ford
Aaron Lane Ford (* 21. Dezember 1903 in Potts Camp, Marshall County, Mississippi; † 8. Juli 1983 in Jackson, Mississippi) war ein US-amerikanischer Politiker. Zwischen 1935 und 1943 vertrat er den vierten Wahlbezirk des Bundesstaates Mississippi im US-Repräsentantenhaus.

## Werdegang
Aaron Ford durchlief das öffentliche Schulsystem in Mississippi und studierte anschließend an der juristischen Fakultät der Cumberland University in Lebanon (Tennessee) Jura. Nach seiner 1927 erfolgten Zulassung als Rechtsanwalt begann er in Aberdeen (Mississippi) in seinem Beruf zu praktizieren. Noch im gleichen Jahr verlegte er seine Praxis und seinen Wohnsitz nach Ackerman. Zwischen 1932 und 1934 war er Bezirksstaatsanwalt im fünften Gerichtsbezirk seines Staates.
Ford gehörte der Demokratischen Partei an. 1934 wurde er im vierten Distrikt von Mississippi in das US-Repräsentantenhaus gewählt, wo er am 3. Januar 1935 T. Jeff Busby ablöste. Nach drei Wiederwahlen konnte Ford bis zum 3. Januar 1943 insgesamt vier Legislaturperioden im Kongress verbleiben. Im Jahr 1938 war er amerikanischer Delegierter auf der Konferenz der Interparlamentarischen Union in Den Haag. Für die Wahlen des Jahres 1942 wurde er von seiner Partei nicht mehr nominiert.
Nach dem Ende seiner Zeit im Kongress zog sich Ford aus der Politik zurück und arbeitete sowohl in Washington als auch in Jackson als Rechtsanwalt. Er verstarb im Jahr 1983 in Jackson, wurde aber in Cuthbert im Staat Georgia beigesetzt.